# 바이오프로테크
주식회사 바이오프로테크(영어: Bio Protech)는 대한민국의 생체바이오센서 기업이다.

## 역사
2000년 5월 19일에 설립되어 2016년 12월 8일에 코넥스 시장에 상장하였다.